# Good Music (album de Joan Jett and the Blackhearts)
Pour les articles homonymes, voir Good Music.
Good Music est le cinquième album studio de Joan Jett and the Blackhearts , sorti en 1986. Le titre provisoire de l'album était Contact , d'après la dernière chanson de l'album (d'où la planche contact des photographies sur la couverture), mais il a été changé en Good. La musique dans sa phase finale.
"Fantasy" a également été enregistré pour cet album, mais a plutôt été présenté comme la face B non LP du single "Good Music", qui a culminé à la 83e place du Billboard Hot 100 . Il est également apparu sur l'album de Jett, Flashback .
La chanson "This Means War" est également apparue sur la bande originale du premier film de Joan Jett, Light of Day .

Une vidéo a été tournée pour le single raccourci de "Good Music", suivant Joan Jett à New York. Jett est vue dans sa limousine en train de jeter des cassettes de «mauvaise musique» par la fenêtre, de jouer de la guitare dans son loft et même de se laver les cheveux sous la douche. Cela a culminé avec une apparition en concert avec son groupe au CBGB , mais la vidéo a rarement été diffusée sur MTV .
Albums de Joan Jett and the Blackhearts
I Need Someone
(1984) Up Your Alley
(1988)
Good Music est le cinquième album de Joan Jett and the Blackhearts sorti en 1986.

## Liste des chansons
| No  | Titre               | Durée |
| --- | ------------------- | ----- |
| 1.  | Good Music          | 5:45  |
| 2.  | This Means War      | 3:37  |
| 3.  | Roadrunner          | 3:33  |
| 4.  | If Ya Want My Luv   | 3:53  |
| 5.  | Fun, Fun, Fun       | 2:19  |
| 6.  | Black Leather       | 3:59  |
| 7.  | Outlaw              | 4:16  |
| 8.  | Just Lust           | 3:16  |
| 9.  | You Got Me Floatin' | 3:30  |
| 10. | Contact             | 3:11  |

## Personnel

### Les Cœurs Noirs
- Joan Jett - chant principal, guitare rythmique
- Ricky Byrd - guitare solo, chœurs
- Gary Ryan - basse, chœurs
- Lee Crystal - batterie
- Kasim Sulton - basse, chœurs
- Thommy Price - batterie

### Musiciens supplémentaires
- Bob Halligan, Jr. - guitare, piano, chœurs
- Reggie Griffin - guitare, basse, batterie
- Rick Knowles - guitare
- Michael Rudetsky, Ronnie Lawson - claviers
- Dennis Feldman - basse
- Jimmy Bralower - batterie
- Ross Levinson - violon
- Bashiri Johnson , Nelson Williams, Thom Panunzio , Larry Smith - percussions
- Darlene Love - chœurs et arrangements vocaux
- Carl Wilson , Al Jardine , Bruce Johnston , Mike Love , Billy Hinsche , Bobby Figueroa - chœurs sur "Good Music"
- Kenny Laguna - divers instruments et chœurs
- Les cornes du centre-ville :
  - Crispin Choe - saxophone baryton
  - Robert Funk - trombone
  - Arno Hecht - saxophone ténor
  - Paul Littéral - trompette

### Production
- Kenny Laguna - producteur sur tous les morceaux
- Thom Panunzio - producteur sur tous les morceaux, ingénieur du son, mixage
- Mark S. Berry - producteur sur les pistes 4 et 9
- Larry Smith , Reggie Griffin - producteurs sur la piste 6
- John Aiosa - producteur associé, ingénierie supplémentaire
- Tom Swift, Gray Russell, Jim Ball - ingénierie supplémentaire
- Bob Ludwig - mastering chez Masterdisk , New York